# Daniela Rathana
Daniela Rathana, artistnamn för Daniela Maria Therese Sörensen, född 11 februari 1996 i Akalla, är en svensk sångerska. Hon har arbetat som körsångare och har verkat i eget namn sedan 2018.

## Biografi
När Daniela Rathana gick i gymnasiet skrev hon ett fan-mejl till Oskar Linnros om att hon tyckte om hans musik och själv ville bli musiker. Hon blev förvånad över att han svarade, med flera tips. Efter att ha gått en kurs via Spotify som Oskar Linnros höll i, blev Rathana erbjuden att köra med honom. Därefter har hon även varit körsångare till bland andra Sabina Ddumba, Kent, Zara Larsson och Seinabo Sey.
Daniela Rathana debuterade 2018 som sångare i eget namn. Det skedde i samband med att hon i Globen framförde egna låten "Nu till livet", som gästartist vid en konsert med Seinabo Sey.
Hösten 2019 lanserade Oskar Linnros sitt skivbolag Dundra, och han gjorde det med Rathanas låt "Efterlyst". Året därpå släppte hon sin debut-EP Halva vägen fri. Hennes planerade turné efter skivdebuten ställdes dock in på grund av covid-19-pandemin som stoppade alla konserter från och med våren 2020. 
Senare under 2020 presenterade hon singeln "Ansikte", en egenskriven låt med Linnros som medproducent. Den delvis explicita låttexten handlar om kvinnans rätt till egenmakt i det sexuella rummet, liksom en allmän uppmaning till kvinnor att våga ta plats. Låtens musikvideo, regisserad av Nim Kyoung Ran, är delvis producerad i det gamla värmeverket i Bredäng.
Under hösten 2021 deltog hon som skådespelare i Therése Lindgrens TV-serie Dumpad, som visades på Discovery+.
Rathana sjöng Veronica Maggios låt "Satan i gatan" på en samlingsskiva med fyra låtar och fyra artister. Skivan som uppmärksammade att det var tio år sedan Maggios album Satan i gatan gavs ut, och låten placerade sig då på 20:e plats på Sverigetopplistan.

## Namn och privatliv
Daniela Rathanas artistefternamn är hennes mors flicknamn; modern kommer ursprungligen från Thailand.
Rathana var mellan 2021 och 2023 tillsammans med Mats Sandahl.
Daniela Rathana är öppet bisexuell och har haft relationer med både män och kvinnor.
Hon är sedan 2024 tillsammans med Anis Don Demina.

## Diskografi
- 2020 – Halva vägen fri (EP, 5 låtar, Dundra Publikationer AB / Universal Music AB)
- 2021 – Rathana Club (10 låtar, Dundra Publikationer AB / Universal Music AB)
- 2022 – Så mycket bättre. Tolkningarna (Singel, 4 låtar, Dundra Publikationer AB / Universal Music AB)
- 2025 – Where Strippers Go to Die (11 låtar, EMI, Dundra Publikationer AB / Universal Music AB)

### Singlar
| Datum | Titel                                        | Sverigetopplistan |
| ----- | -------------------------------------------- | ----------------- |
| 2019  | "Nu till livet"                              | —                 |
| 2019  | "Efterlyst"                                  | —                 |
| 2020  | "Ansikte"                                    | —                 |
| 2021  | "Testamente" (tillsammans med Oskar Linnros) | 94                |
| 2021  | "Satan i gatan"                              | 20                |
| 2021  | "Havanna"                                    | —                 |
| 2021  | "Kyss!"                                      | —                 |